# Tylancholaimus mirabilis
Tylancholaimus mirabilis är en rundmaskart. Tylancholaimus mirabilis ingår i släktet Tylencholaimus, och familjen Tylencholaimidae. Arten är reproducerande i Sverige.